# Пушкинский (Башкортостан)
Пу́шкинский (баш. Пушкин) — хутор в Аургазинском районе Республики Башкортостан Российской Федерации. Входит в состав Бишкаинского сельсовета.

## География

### Географическое положение
Расстояние до:
- районного центра (Толбазы): 18 км,
- центра сельсовета (Бишкаин): 3 км,
- ближайшей ж/д станции (Белое Озеро): 12 км.

## Население
| 2002 | 2009 | 2010 |
| ---- | ---- | ---- |
| 2    | ↘0   | →0   |

### Национальный состав
Согласно переписи 2002 года, преобладающая национальность — чуваши (100 %).